# Barbora Blažková
Barbora Blažková  (* 23. September 1997 in Jablonec nad Nisou) ist eine ehemalige tschechische Skispringerin.

## Werdegang
Blažková gab ihr internationales Debüt im August 2011 bei einem Continental Cup in Bischofsgrün. Bei der Junioren-WM 2012 verpasste sie als 32. den zweiten Durchgang knapp und belegte mit dem Team Platz vier.
Am 6. Januar 2013 gab sie auf der Langenwaldschanze in Schonach im Schwarzwald ihr Weltcupdebüt, kam aber nur auf den 53. Rang. Nach den weniger erfolgreichen Junioren-Weltmeisterschaften in Liberec, gewann sie beim Europäischen Olympischen Jugendfestival 2013 in Râșnov Gold mit dem Team.
Beim Weltcup in Hinzenbach erreichte Blažková am 2. Februar 2014 mit Platz 24 erstmals die Punkteränge.
Blažková gab im Juni 2019 ihr Karriereende bekannt.

## Erfolge

### Weltcup-Platzierungen
| Saison  | Platz | Punkte |
| ------- | ----- | ------ |
| 2013/14 | 58.   | 07     |
| 2015/16 | 49.   | 06     |
| 2016/17 | 51.   | 08     |

### Grand-Prix-Platzierungen
| Saison | Platz | Punkte |
| ------ | ----- | ------ |
| 2014   | 23.   | 017    |
| 2016   | 41.   | 002    |
| 2017   | 48.   | 002    |
| 2018   | 50.   | 003    |

### Continental-Cup-Platzierungen
| Saison  | Platz | Punkte |
| ------- | ----- | ------ |
| 2013/14 | 30.   | 042    |
| 2014/15 | 13.   | 105    |
| 2015/16 | 57.   | 005    |
| 2016/17 | 30.   | 040    |
| 2017/18 | 34.   | 068    |